# Ismajl Beka
Ismajl Beka (* 31. Oktober 1999 in Frauenfeld) ist ein kosovarisch-schweizerischer Fussballspieler.

## Karriere

### Verein
Am letzten Spieltag der Saison 2017/18 debütierte Beka mit dem FC Wil bei der 6:3-Niederlage gegen Neuchâtel Xamax. 2020 wechselte er nach vereinzelten Einsätzen zum FC Rapperswil-Jona in die dritthöchste Liga. Dort war er Stammspieler. Im Sommer 2022 kehrte er zum FC Wil zurück. Bereits im September wechselte er wieder weiter zum FC Luzern. Er erhielt dort einen Vertrag bis 2025. Bereits nach seinem Wechsel wurde er vereinzelt eingesetzt. Ab Januar 2023 stand er auch erstmals regelmässig in der Startelf. Daniel Wyrsch von der Luzerner Zeitung bezeichnete Beka als «Überraschungsmann». Im Oktober 2023 verletzte sich Beka schwer mit einem Kreuzbandriss im linken Knie. Trotzdem verlängerte er mit seinem Verein im Dezember 2023 seinen bis 2025 laufenden Vertrag vorzeitig auf Sommer 2026.

### International
2018 und 2019 spielte Beka fünf Partien für die kosovarische U-19 Nationalmannschaft.